# Shen Yen-chin
Shen Yen-chin, im englischsprachigen Raum auch Andy Shen genannt, (chinesisch 沈延縉, Pinyin Chén Yánjìn; * 4. Oktober 1990) ist ein taiwanischer Eishockeyspieler, der seit 2015 bei Taichung Thunder in der Chinese Taipei Hockey League spielt.

## Karriere
Shen Yen-chin begann seine Karriere bei den Boston junior Blackhawks in der International Junior Hockey League. Nachdem er die Spielzeit 2012/13 bei der Mannschaft Silver Monster in einer unterklassigen asiatischen Liga verbracht hatte, spielt er seit 2015 für Taichung Thunder in der Chinese Taipei Hockey League.

### International
Im Juniorenbereich spielte Shen bei der U18-Weltmeisterschaft 2008, als er zum besten Spieler seiner Mannschaft gewählt wurde, und der U20-Weltmeisterschaft 2010 jeweils in der Division III für Taiwan.
Shen nahm für die taiwanesischen Herren in den Jahren 2010, 2012, 2013, aks er zum besten Spieler seiner Mannschaft gewählt wurde, 2014 und 2015, als er zum besten Stürmer der Top-Division gewählt wurde, jeweils am IIHF Challenge Cup of Asia teil und gewann mit seinem Land bis auf 2012 stets das Turnier.
Seinen ersten Einsatz bei einer Senioren-Weltmeisterschaft hatte er beim Debütturnier der Taiwanesen 2017 in der Division III, als er sogleich zum besten Spieler seiner Mannschaft gewählt wurde. Auch 2018, 2022 und 2023, als der erstmalige Aufstieg in die Division II gelang, spielte er mit seiner Mannschaft in der Division III. 2024 spielte er dann erstmals in der Division II. Zudem stand er im Aufgebot seines Landes bei den Winter-Asienspielen 2011 und 2017 sowie bei den Olympiaqualifikationen für die Winterspiele in Peking 2022 und in Mailand 2026.

## Erfolge und Auszeichnungen
- 2010 Goldmedaille beim IIHF Challenge Cup of Asia
- 2013 Goldmedaille beim IIHF Challenge Cup of Asia
- 2014 Goldmedaille beim IIHF Challenge Cup of Asia
- 2015 Goldmedaille beim IIHF Challenge Cup of Asia
- 2015 Bester Stürmer des IIHF Challenge Cup of Asia
- 2023 Aufstieg in die Division II, Gruppe B, bei der Weltmeisterschaft  der Division III, Gruppe A